# Xenopsis
Xenopsis es un género de escarabajos barrenadores metálicos del orden Coleoptera.

## Especies
- Xenopsis akiyamai Volkovitsh, 2009
- Xenopsis boschmai Thery, 1935
- Xenopsis kubani Volkovitsh, 2009
- Xenopsis laevis Saunders, 1867
- Xenopsis pacholatkoi Volkovitsh, 2008
- Xenopsis violaceocyanea Volkovitsh, 2008
- Xenopsis woodleyi Volkovitsh, 2008